# Dal
El Dal és un llac de Caixmir prop de Srinagar, de 6 x 3 km i un dels llocs més bonics del món. Les muntanyes es reflecteixen a l'aigua com un mirall; hi ha gran varietat d'arbres i plantes i la vora del llac és d'una bellesa exquisida. El moment millors sembla l'octubre pels colors canviants de la vegetació. Les aigües del llac són clares. A la vora hi ha el turó Takht-i-Sulaiman, a l'esquerra, i el turó Hari Parbat a la dreta, entre els quals es troba Srinagar.

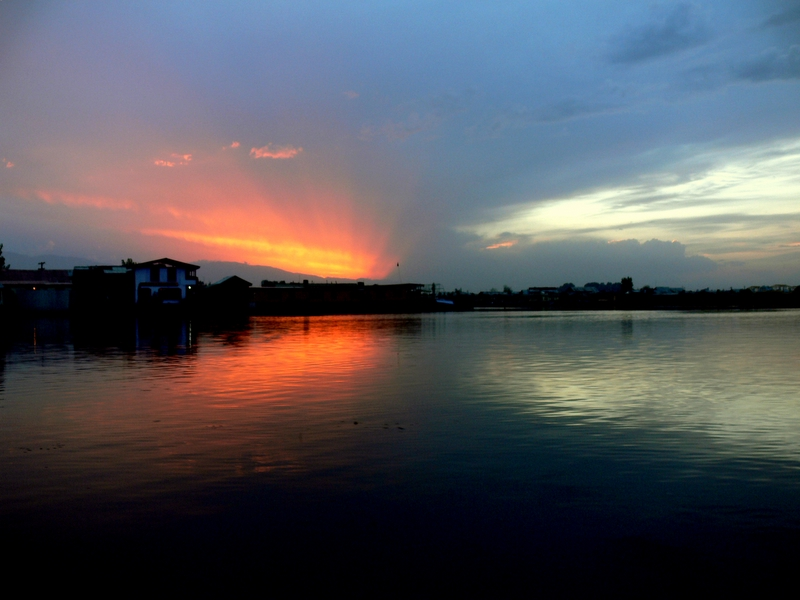
Capvespre

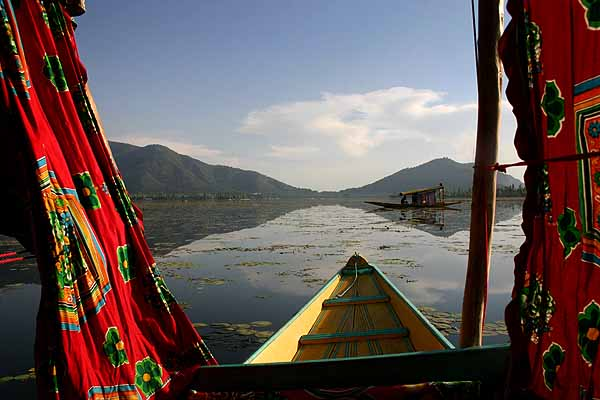
Efecte mirall

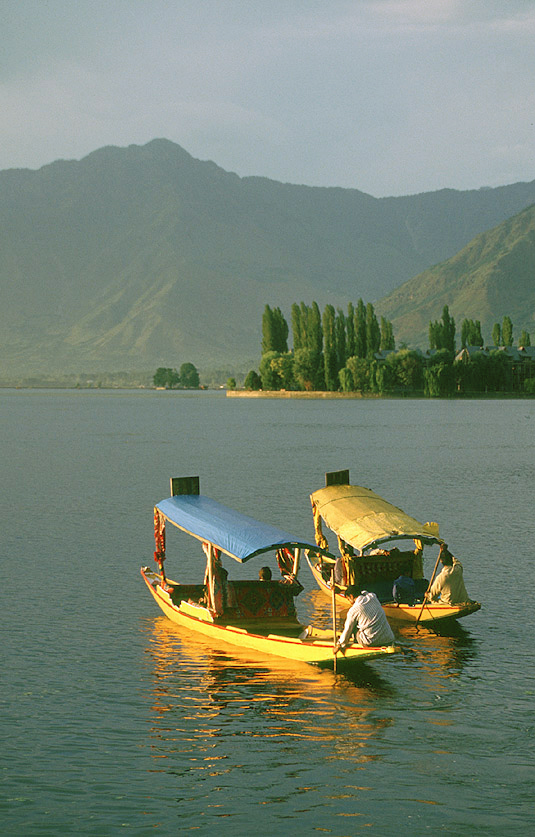
Barques

Els mogols van enjardinar la zona amb terrasses construïdes per ordre de Jahangir i Xa Jahan. El parc d'arbres de Nasim Bagh ('jardí de les brises') fou plantat en temps d'Akbar el Gran. A la muntanya Zebanwan hi ha les ruïnes del Pari Mahal construït per Dara Shikoh, per al seu tutor Mullah Shah, la tomba del qual és a Mulshahi Bagh, prop de l'entrada de la vall del Sind.
Al llac hi ha dues petites illes: Sona Lanka (Illa Daurada) i Rupa Lanka (Illa Platejada). 500 barques d'estil victorià romanen al llac a l'espera de turistes que van desaparèixer en començar els combats als anys vuitanta del segle xx.
El nom Dal podria voler dir 'llac' en caixmir. La paraula tibetana dal whicli vol dir 'encara'. El llac apareix en la crònica de Srivata com a Dala.